# Loxosceles zapoteca
La araña violinista zapoteca (Loxosceles zapoteca) es una especie de araña del género Loxosceles, perteneciente a la familia Sicariidae, del orden Araneae. Esta especie fue descrita por Gertsch en 1958. El nombre específico zapoteca hace alusión a la cultura Zapoteca, presente en la zona geográfica donde se distribuye.

## Clasificación y descripción
La araña violinista zapoteca  presenta una coloración de la siguiente forma: carapacho de color amarillento a oscuro, con el patrón típico del género color oscuro a menudo débilmente evidente en ambos sexos; ojos medianos separados de los ojos laterales anteriores por aproximadamente un diámetro largo; clípeo ampliamente redondeado e igual a casi tres diámetros en algunas hembras, algo menos en otras; ojos laterales anteriores separados de la mediana por el diámetro completo de este último. Esta especie puede ser reconocida gracias a la longitud de sus patas, que es evidentemente más larga que en otras congéneres.
La forma general del cuerpo se presenta de manera típica, con las patas acomodadas a los lados, sin espinas evidentes, el color del opistosoma es marrón: el arreglo ocular es 2:2:2. Es una especie de talla grande, llegando a alcanzar cerca de 6 centímetros contando las patas.

## Distribución y hábitat
Esta especie es endémica de México, de los estados de Puebla y Guerrero.
Son de hábitat terrestre y pueden encontrarse debajo de piedras o en grietas. Se han colectado en minas poco profundas.

## Estado de conservación
No se encuentra dentro de ninguna categoría de riesgo en las normas nacionales o internacionales.

## Relevancia médica
Esta especie se encuentra dentro de los organismos considerados de importancia médica. Su mordedura puede llegar a representar un riesgo grave a la salud y requiere atención médica.